# Helmut Rasch
Helmut Rasch (Allenstein, 8 oktober 1927 – 3 maart) 2016 was een Duitse voetballer.
Rasch komt uit het Oost-Pruisische Allenstein en had vier broers en drie zusters. Hij begon zijn carrière bij SV Viktoria Allenstein op tienjarige leeftijd en bereikte in 1938 met zijn club de scholierentitel in Koningsbergen. Tijdens de Tweede Wereldoorlog vluchtte de familie naar de buurt van Maagdenburg. Zijn broer Willy zocht contact met SV Bergisch Gladbach 09 om daar te kunnen spelen, maar dat lukte niet. De weduwe van Herbert kende echter Fritz Walter en zorgde ervoor dat hij bij 1. FC Kaiserslautern terechtkon. In 1951 werd hij met Kaiserslautern landskampioen en speelde mee in de beslissende wedstrijd om de titel tegen Preußen Münster. In 1952 verkaste hij naar SV Darmstadt 98 en speelde daar tot 1960, in de 2. Oberliga Süd.
Hij overleed op 88-jarige leeftijd.